# Dezső Gyarmati
Dezső Gyarmati (Miskolc, 23 de octubre de 1927 - 18 de agosto de 2013) fue un jugador y entrenador húngaro de waterpolo.

## Biografía
La primera aparición de Gyarmati en los juegos olímpicos fue en Londres 1948 donde el equipo húngaro conquistó la medalla de plata. En los juegos de 1952 en Helsinki, fue la estrella del equipo de Hungría que conquistó la medalla de oro. En las olimpiadas de 1956 en Melbourne ganaron también la medalla de oro en la final que se enfrentaron a Yugoslavia. En la semifinal se enfrentaron al equipo soviético. Un mes antes de este partido la Unión Soviética había invadido Hungría. Este partido se considera el partido de waterpolo más famoso de la historia y se conoce como el baño sangriento de Melbourne. En Roma 1960 solo pudieron conseguir el Bronce y Gyarmati se despidió de las olimpiadas en Tokio 1964 con un oro.
Fue un excelente nadador, su mejor tiempo en los 100 m fue de 58.5 segundos, por ello se decía de él que era 'El waterpolista más rápido del mundo'. Era ambidiestro y podía jugar tanto de delantero como de defensa.
Se casó con Eva Székely, la campeona de natación que había logrado la medalla de oro en los 200 m braza en los Juegos Olímpicos de 1952 y la medalla de plata en los 200 m braza de los Juegos Olímpicos de 1956.
Su hija Andrea, en los Juegos Olímpicos de 1972, consiguió dos medallas de plata en los 100 m braza y 100 m espalda y la medalla de bronce en los 100 m mariposa.
Viajó a Colombia en 1970 para entrenar a la selección nacional de dicho país y prepararla para los juegos panamericanos a realizarse en la ciudad de Cali en 1971. Más tarde Gyarmati pasó a ser entrenador del equipo nacional Húngaro con el que ganó la medalla de oro en 1976.
Fue considerado como un héroe nacional en Hungría. 
Fue miembro del Parlamento húngaro.
Dezső Gyarmati falleció el 18 de agosto de 2013 a los 85 años de edad.

## Clubes

### Como jugador
- Gamma (1941-1944) ( Hungría)
- Csepeli MTK (1945-1947) ( Hungría)
- Újpesti TE (1947-1956) ( Hungría)
- Ferencvárosi TC (1956-1966) ( Hungría)

### Como entrenador
- Ferencvárosi TC (1966-1969) ( Hungría)
- Selección de waterpolo masculino de Colombia (1970-1971) ( Colombia)
- Vasas SC (1971-1972) ( Hungría)
- Selección de waterpolo masculino de Hungría (1972-1980) ( Hungría)
- Budapesti Vasutas Sport Club (1981-1988) ( Hungría)
- Selección de waterpolo masculino de Hungría (1985-1988) ( Hungría)
- Vasas SC (1988-1989) ( Hungría)

## Títulos
Como jugador de club
- 10 veces campeón de la liga de Hungría de waterpolo masculino

Como jugador de waterpolo de la selección de Hungría
- Oro en el campeonato del mundo de Yugoslavia
- 2 campeonatos europeos
- Oro en los juegos olímpicos de Tokio 1964
- Bronce en los juegos olímpicos de Roma 1960
- Oro en los juegos olímpicos de Melbourne 1956
- Oro en los juegos olímpicos de Helsinki 1952
- Plata en los juegos olímpicos de Londres 1948

Como entrenador de waterpolo de la selección de Hungría
- Oro en los juegos olímpicos de Montreal 1976